# 北安乐乡
北安乐乡，是中华人民共和国河北省邯郸市武安市下辖的一个乡镇级行政单位。

## 行政区划
北安乐乡下辖以下地区：
北田村村会委、北安乐村、南安乐村、近古村、上三里村、康宿村、南田村、徐家坡村、迂城村、赵窑村和贾家庄村。